# 三角末端面

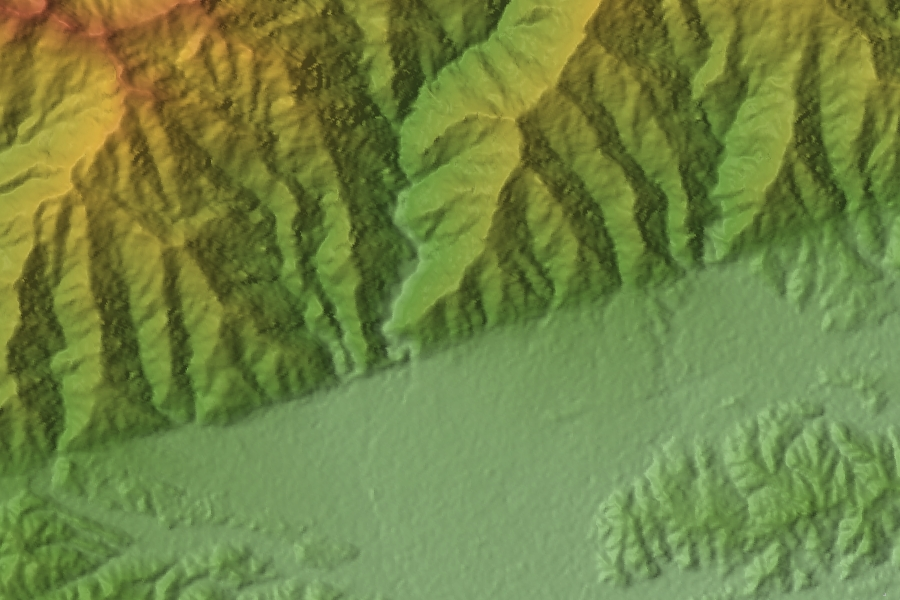
三角末端面の例
愛媛県新居浜市にある中央構造線の一部。南北は反転させてある

三角末端面（さんかくまったんめん、英: terminal facet）とは、尾根の末端部分にできる、三角形をなす断層崖面のことである。前面断層崖、断層末端面とも呼ばれる。

## 概要
断層運動によってできた断層崖が開析されて尾根の列がたくさん形成される。その尾根の末端部分にできる断層崖面が三角末端面である。尾根の末端が切り取られて三角形に見えるため、このように命名された。

## 特徴
三角末端面は急斜面で、断層線に沿っていくつも存在する。活断層の活動により形成される特徴的な断層変位地形であるため、三角末端面は活断層のある証拠になる。

## 分布
三角末端面は活断層のあるところで見られる。日本国内では中央構造線を始め、各地で見られる。